# Haematomma
Haematomma  A. Massal. (krwawiec) – rodzaj grzybów z rodziny Haematommataceae. Ze względu na współżycie z glonami zaliczany jest do grupy porostów. W Polsce występuje jeden gatunek.

## Systematyka i nazewnictwo
Pozycja w klasyfikacji według Index Fungorum: Haematommataceae, Lecanorales, Lecanoromycetidae, Lecanoromycetes, Pezizomycotina, Ascomycota, Fungi.
Synonimy nazwy naukowej: Lepadolemma Trevis.
Nazwa polska według opracowania W. Fałtynowicza.

## Niektóre gatunki
- Haematomma accolens (Stirt.) Hillmann 1940
- Haematomma africanum (J. Steiner) C.W. Dodge 1971
- Haematomma collatum (Stirt.) C.W. Dodge 1971
- Haematomma eremaeum R.W. Rogers 1982
- Haematomma fenzlianum A. Massal. 1861
- Haematomma flexuosum Hillmann 1938
- Haematomma infuscum (Stirt.) R.W. Rogers 1982
- Haematomma nothofagi Kalb & Staiger 1995
- Haematomma ochroleucum (Neck.) J.R. Laundon 1970 – krwawiec pajęczynowaty
- Haematomma persoonii (Fée) A. Massal. 1860
- Haematomma puniceum (Sw.) A. Massal. 1860
- Haematomma rufidulum (Fée) A. Massal. 1860
- Haematomma similis Bagl. 1875
- Haematomma sorediatum R.W. Rogers 1982
- Haematomma stevensiae R.W. Rogers 1982
- Haematomma vulgare A. Massal. 1852

Nazwy naukowe na podstawie Index Fungorum. Uwzględniono tylko taksony zweryfikowane. Nazwy polskie według checklist W. Fałtynowicza.